# اتاویو میسفاری
اتاویو میسفاری (انگلیسی: Ottavio Misefari; ۱ فوریهٔ ۱۹۰۹ – ۶ ژانویهٔ ۱۹۹۹) بازیکن فوتبال اهل ایتالیا بود.
از باشگاه‌هایی که در آن بازی کرده‌است می‌توان به باشگاه فوتبال رجینا و باشگاه فوتبال مسینا اشاره کرد.